# 富倉安生
富倉 安生（とみくら やすお、1951年8月27日 - ）は日本のベーシスト、ギタリスト。東京都生まれ。スタジオ・ミュージシャンとして、これまでに数千曲に上るレコーディングに参加している。血液型はA型。

## 来歴
1968年にプロデビュー。1969年、グループ・サウンズ・バンド ″ザ・リリーズ″ にサイド・ギターとして参加。1971年には浅川マキのバックバンドに参加する。1973年、チト河内がリーダーを務めるロックバンド ″トランザム″ に加入。1975年頃からはスタジオ・ミュージシャンとして活動を開始する。これまでにアリス、EPO、大貫妙子、甲斐よしひろ、沢田研二、高橋真梨子、マリーン、 中島みゆき、濱田金吾、山本達彦など、数多の国内アーティストのレコーディングやツアーに参加するほか、アリア・ムスタファ、ジェイ・グレイドン、パッショナータ、ビル・ネルソン、ダーリア・ナスティオン、フランク・ギャンバレ、レニー・ホワイト等、海外アーティストのコンサートやレコーディングにも参加している。
ゴダイゴのメンバーであったスティーヴ・フォックスが1980年3月に脱退した後、準メンバーとして参加。 同年8月に吉澤洋治が加入するまで、コンサートやテレビ出演等でサポート・メンバーとしてベース演奏を担当し、1980年に開催されたNHKホールライブ及び、同年7月29日のポートアイランド北公園でのライブに参加する。 また、吉澤の加入後に行われたロサンゼルスでのライブ ″ストリート・シーン″ では富倉がベースを弾いた。その後も富倉はライブで数回「ガンダーラ」等の曲でベースを弾いており、ゴダイゴが音楽を担当した松竹映画『遥かなる走路』のサウンド・トラック『遥かなる走路』でも演奏に参加している。
1980年に和田アキラ、深町純、山木秀夫らと ″KEEP″ を結成し、1981年5月にファースト・アルバム『DG-581』を、1982年4月にはセカンド・アルバム『ROCK'N ROCKED ROCK』がリリースされる。1995年には1994年にライブハウス ″六本木ピット・イン″ で開催されたライブの音源を収録したアルバム『KEEP ALIVE』を発表している。
1997年に ″鈴木茂 & P.M.V″ のメンバーに加わり、同年11月にバンドと同名のアルバムをリリースする。2002年には、富倉がリーダーとなり ″P.M.V″ のメンバーらとジャズ・ロックユニット ″MAGRITTE VOICE″を結成し、ユニットと同タイトルのアルバムを発表する。他にも、自身を中心とした ″富倉安生BAND″ で活動している。
ほか、″地下室の会＝BASSMENT PARTY″ と称したベーシストの、ベーシストによる、ベーシストのための会の中心人物となり、会長を務める。当初は単なる呑み会であったが、回を重ねる毎に人数が増えて行き、その後定期的にライブが行われるようになる。ちなみに ″BASSMENT″ とは、″地下室(BASEMENT)″ と ″BASS″ を併せた造語である。

## 参加したバンド、グループ
- エル・プロジェクト
- 大村憲司BAND
- 金子飛鳥ユニット
- カルチャー・ミックス
- KEEP
- マッシュ
- 鈴木茂 & P.M.V
- チト河内グループ
- 富樫春生＆チョコレート
- トランザム
- パラダイム・シフト
- マグリット・ヴォイス
- ミッキー吉野グループ
- 和田アキラグループ

## レコーディング参加作品

### あ行のアーティスト
- 相曽晴日 - アルバム『紅いペディキュア』（1984年）
- 秋本奈緒美 - アルバム『THE 20th ANNIVERSARY』（1982年）
- 浅川マキ - アルバム『ブルー・スピリット・ブルース』（1972年）『アメリカの夜』（1986年）
- 麻倉未稀 - アルバム『Hip City』（1983年）
- 安部恭弘 - アルバム『Hold Me Tight』（1983年）『MODERATO』（1984年）『SLIT』（1984年）『FRAME OF MIND』（1985年）『Tune box the summer 1986』（1986年）
- あみん - アルバム『メモリアル』（1983年）
- 亜蘭知子 - アルバム『IMITATION LONELY』（1985年）
- アン・ルイス - アルバム『Cheek II』（1982年）
- 飯島真理 - アルバム『Midori』（1985年）
- 石川優子 - アルバム『フェリアの恋人』（1983年）『accelerando』（1986年）『Stupid Cupid』（1988年）
- 伊藤咲子 - アルバム『SLOW MOTION』（1982年）
- 伊東ゆかり - アルバム『MISTY HOUR』（1982年）
- 稲垣潤一 - アルバム『Self Portrait』（1990年）
- 五輪真弓 - アルバム『名もなき道』（1990年）
- イルカ - アルバム『Heart Land』（1985年）
- 岩城滉一 - アルバム『LIVE AND LET DIE』（1978年）
- 岩崎宏美 - アルバム『Love Letter』（1982年）
- 岩崎良美 - アルバム『Cecile』（1982年）
- EPO - アルバム『DOWN TOWN』（1980年）『う・わ・さ・に・な・り・た・い』（1982年）『VITAMIN E・P・O』（1983年）『HI・TOUCH-HI・TECH』（1984年）『PUMP! PUMP!』（1986年）
- 大江千里 - アルバム『WAKU WAKU』（1983年）『Pleasure』（1984年）
- 大貫妙子 - アルバム『Comin' Soon』（1986年）
- YUJI OHNO & '92 EXPLOSION BAND - アルバム『ルパン三世 THEME REVOLUTION '92』（1992年）
- 大橋純子 - アルバム『Miscellaneous』（1992年）
- 大村憲司 - アルバム『外人天国』（1983年）
- ORIENTAL MECHANIC BAND - アルバム『ソニック・シンコペイション』（1978年）

### か行のアーティスト
- 甲斐バンド - アルバム『ラヴ・マイナス・ゼロ』（1985年）
- 甲斐よしひろ - アルバム『エゴイスト』（1990年）
- 角松敏生 - アルバム『SEA BREEZE』（1981年）
- 華原朋美 - シングル「あのさよならにさよならを」（2006年）
- 河合奈保子 - アルバム『LOVE』（1980年）『Diary』（1981年）『サマー・ヒロイン』（1982年）『ハーフ・シャドウ』（1983年）『Summer Delicacy』（1984年）『JAPAN as waterscapes』（1987年）
- KAN - シングル『よければ一緒に』（2010年）
- 菊池桃子 - アルバム『OCEAN SIDE』（1984年）『TROPIC of CAPRICORN 〜南回帰線〜』（1985年）『ADVENTURE』（1986年）『ESCAPE FROM DIMENSION』（1987年）
- 国安わたる - アルバム『PIERCING EYES』（1988年）
- 桑名正博 - アルバム『KUWANA』（1988年）
- 国分友里恵 - アルバム『Relief 72 hours』（1983年）『STEPS』（1987年）
- 越美晴 - アルバム『Make Up』（1981年）
- 小林麻美 - アルバム『CRYPTOGRAPH 〜愛の暗号』（1984年）
- 小室みつ子 - アルバム『あざやかな出逢い』（1981年）
- 近藤真彦 - アルバム『SUMMER IN TEARS』（1985年）『DREAM』（1986年）『綺麗 KI・RE・I』（1991年）

### さ行のアーティスト
- サーカス - アルバム『A LITTLE LIE』（1987年）
- 崎谷健次郎 - アルバム『DIFFERENCE』（1987年）
- 佐藤隆 - アルバム『男と女 〜Un Homme Et Une Femme』（1984年）『土曜の夜と日曜の朝』（1985年）
- 財津和夫 - アルバム『City Swimmer』（1987年）
- 沢田研二 - アルバム『あんじょうやりや』（1995年）
- 沢田知可子 - アルバム『I miss you』（1990年）
- 椎名恵 - アルバム『Dolce』（1989年）
- 柴田淳 - アルバム「月光浴」（2002年）
- 白井貴子 - アルバム『I LOVE Love』（1982年）『Pascal』（1983年）
- ジェイク・コンセプション - アルバム『PIECES OF LOVE』（1981年）
- ジョー山中 - アルバム『Goin' Home』（1978年）
- 城之内ミサ - アルバム『Dramagic』（1988年）
- 陣内孝則 - アルバム『Rendez-Vous』（1985年）
- 杉山清貴 - アルバム『beyond...』（1986年）『realtime to paradise』（1987年）
- 鈴木康博 - アルバム『Long Slow Distance』（1985年）
- 宗次郎 - アルバム『木道』（1991年）

### た行のアーティスト
- 高中正義 - アルバム『alone』（1981年）
- 髙橋真梨子 - アルバム『我蘭憧』（1983年）
- 多岐川裕美 - アルバム『夢見心地』『紅夜想曲』（1982年）
- 竹内まりや - アルバム『LOVE SONGS』 - 1980年『PORTRAIT』（1981年）
- 田中好子 - アルバム『好子』（1984年）
- ちあきなおみ - アルバム『港が見える丘』（1985年）
- CHAGE and ASKA - アルバム『MIX BLOOD』（1986年）『TREE』（1991年）『RED HILL』（1993年）
- 刀根麻理子 - アルバム『JUST MY TONE』（1987年）
- トランザム - アルバム『AUGUST 9TH』『FUNKY STEPS -2/September Song』 シングル 「俺たちの旅」（1975年）

### な行のアーティスト
- 永井真理子 - アルバム『WASHING』（1991年）
- 中島みゆき - アルバム『予感』（1983年）『はじめまして』（1984年）『御色なおし』（1985年）『miss M.』（1985年）『グッバイガール』- 1988年
- 中原めいこ - アルバム『ロートスの果実』（1984年）『鏡の中のアクトレス』（1988年）
- 中村雅俊 - アルバム『Restoration』（1982年）
- 中森明菜 - アルバム『ファンタジー〈幻想曲〉』（1983年）『D404ME』（1985年）
- 難波弘之 - シングル「薔薇と科学」（2016年）

### は行のアーティスト
- 濱田金吾 - アルバム『FEEL THE NIGHT』（1981年）『Gentle Travelin'』（1981年）『midnight Cruisin'』（1982年）『HEART COCKTAIL』（1985年）『Fall in love』（1985年）
- 林哲司 - アルバム『NINE STORIES -Longtime Romance-』（1985年）『ハチ公物語 Original Sound Track』（1987年）『TIME FLIES』（1988年）
- 原田知世 - アルバム『PAVANE』（1985年）
- 春畑道哉 - アルバム『DRIVIN'』（1987年）
- 平原綾香 - アルバム『ODYSSEY』（2004年）
- ビートたけし - アルバム『おれに歌わせろ』（1982年）
- ピンク・レディー - アルバム『SUSPENCE 〜Pink Lady Again』（1984年）
- Fayray - シングル「Over」（2001年）
- 藤村美樹 - アルバム『夢恋人』（1983年）
- 本田美奈子 - アルバム『M'シンドローム』（1985年）
- 本田恭章 - アルバム『Dream Like Fire』（1983年）

### ま行のアーティスト
- 松下誠 - アルバム『FIRST LIGHT』（1981年）『THE PRESSURES AND THE PLEASURES』（1982年）『QUIET SKIES』（1983年）
- 松田聖子 - アルバム『Silhouette (松田聖子のアルバム)』（1981年）『The 9th Wave』（1985年）『SUPREME』（1986年）『Strawberry Time』（1987年）
- 松本伊代 - アルバム『天使のバカ』（1986年）
- 松原みき - アルバム『Cupid』（1981年）『彩』（1982年）
- マリーン - アルバム『ファースト・ラヴのように』（1981年）
- 村井麻里子 - アルバム『TRULY』（1989年）
- 村松邦男 - アルバム『ROMAN』『ANIMALS』（1985年）
- 桃井かおり - アルバム『Show?』（1982年）
- 森川美穂 - アルバム『1/2 Contrast』（1988年）

### や行のアーティスト
- 八神純子 - アルバム『FULL MOON』（1983年）『COMMUNICATION』（1985年）
- 薬師丸ひろ子 - アルバム『Sincerely Yours』（1988年）『LOVER'S CONCERTO』（1989年）
- 山口百恵 - アルバム『不死鳥伝説』（1980年）
- 山下久美子 - アルバム『抱きしめてオンリィ・ユー』『Baby Baby』（1982年）
- 山本英美 - シングル「さよならSnow Bird」 アルバム『Holiday』（1987年）
- 吉野千代乃 - アルバム『Rain Ballade』（1986年）『Say Good-Bye』（1987年）

### わ行のアーティスト
- 和田アキラ - アルバム『YELLOW MOON』（1984年）『OUT & ABOUT』（1990年）
- 渡辺徹 - アルバム『TALKING』（1983年）
- 渡辺満里奈 - アルバム『MARINA』（1987年）『Sunny side』（1988年）